# Arbre del pa
L'arbre del pa (Artocarpus altilis) és una espècie de planta amb flors del gènere Artocarpus dins la família de les moràcies nativa de les illes Mariannes i l'illa Carolina, que avui dia és conreada a zones tropicals d'Àsia, Àfrica i Amèrica a més d'algunes illes del Pacífic.

## Origen i distribució
L'avantpassat de l'arbre del pa fou probablement Artocarpus camansi, originari de les Moluques i les Filipines. Les dues varietats d'arbre del pa –la que té llavors i la que no– no es trobaven en estat salvatge a la majoria d'illes del Pacífic. La planta fou domesticada per primer cop al Pacífic occidental, i la seva distribució per la resta de la regió fou causada per les migracions i colonitzacions humanes que començaren fa uns 3.000 anys. Doncs, tot seguint les migracions humanes per Oceania, es pot traçar la distribució de l'arbre del pa, que acompanyà les humanitzacions de les illes. Això, a més, dona suport a les teories que afirmen que la Polinèsia fou poblada a partir de la Melanèsia, tal com estudis d'altres àmbits –lingüístics, culturals i antropològics– ja havien demostrat. A la Melanèsia i la Polinèsia, l'espècie actual derivaria del resultat de generacions de reproducció vegetativa d'Artocarpus camansi, mentre que a la Micronèsia, l'espècie conreada seria la hibridació d'aquesta modificació d'Artocarpus camansi amb Artocarpus mariannensis. Les úniques excepcions oceàniques, on no hi ha espècies del gènere Artocarpus són Nova Zelanda i l'Illa de Pasqua.
Amb les navegacions europees dels Mars del Sud al segle xviii, es transportaren espècies sense llavor de Tahití a Jamaica i Saint Vincent, i de Tonga a Martinica i la Guaiana Francesa a través de les Maurici. Aquestes varietats polinèsies s'escamparen més tard pel Carib, l'Amèrica central, l'Amèrica del sud, l'Àfrica tropical, Madagascar, les Maldives, les Seychelles, Sri Lanka, el nord d'Austràlia i el sud de Florida. Actualment, aquestes són les zones on es poden trobar cultius d'arbre del pa.

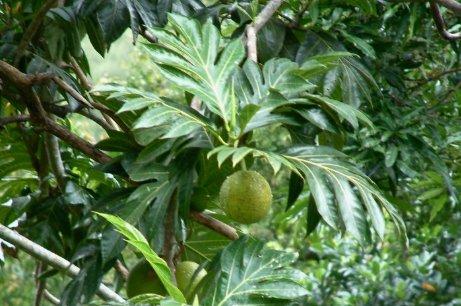
Fruit i fulles de l'arbre del pa

## Descripció
L'arbre del pa pot arribar a alçades tan considerables com 21 m en plena maduresa, encara que és més comú que oscil·li entre els dotze i quinze metres. El tronc pot tenir un diàmetre màxim de dos metres. Un làtex lletós i blanc és present arreu de l'arbre.
Es tracta d'un arbre monoic –amb ambdós sexes en la mateixa planta– en el qual les flors masculines apareixen primer. Les flors masculines tenen una aparença cilíndrica i mesuren uns cinc cm de diàmetre i uns 45 cm de llargada. Milers de petites flors amb dues anteres es troben lligades a l'esporangi central. Per la seva banda, la inflorescència femenina consisteix en unes 1.500-2.000 petites flors lligades a l'esporangi central. Les flors s'uneixen entre elles per desenvolupar la part carnosa del fruit. La pol·linització és creuada, però no és necessària per a la formació del fruit.
El fruit desenvolupat és compost de la unió de molts ovaris (és sincàrpic) i difereix segons l'espècie d'Artocarpus. Generalment, és rodó, ovalat o oblong i fa entre 9 i 20 cm d'ample i més de 30 cm de llarg, com un meló. Pot pesar entre 250 g i 6 kg. La pell es compon d'entre cinc i set capes, cadascuna de les quals pertany a una flor individual. La textura és suau i carnosa. El seu color es mou entre el verd clar, el verd groguenc o el groc. Algunes espècies, com l'afara de les Illes de la Societat poden ser rosades o ataronjades. Igualment, la pell és coberta de petites punxes. La carn és de color groc fosc, amb una polpa fibrosa i cremosa, amb el 60% de midó i més proteïnes que la banana o el nyam. Pot presentar moltes llavors –que també són comestibles– o pot mancar-ne. En aquest darrer cas el fruit es desenvolupa per partenocàrpia.
Pel que fa a les fulles, són perennes i profundament lobulades –normalment amb set lòbuls– de color verd fosc o de color verd groguenc. Les fulles de les plantes o branques joves són majors i tenen menys lòbuls que les fulles madures. Les fulles poden mesurar entre 15 i 60 cm de llarg.

## Taxonomia
Aquest tàxon va ser publicat per primer cop l'any 1941 a la revista Journal of the Washington Academy of Sciences pel botànic estatunidenc Francis Raymond Fosberg.<

### Sinònims
Els següents noms científics són sinònims d' :
- Artocarpus altilis var. non-seminifer (Duss) Fournet
- Artocarpus altilis var. seminifer (Duss) Fournet
- Artocarpus communis J.R.Forst. & G.Forst.
- Artocarpus incisifolius Stokes
- Artocarpus incisus (Thunb.) L.f.
- Artocarpus laevis Hassk.
- Artocarpus rima Blanco
- Radermachia incisa Thunb.
- Sitodium altile Parkinson
- Saccus communis (J.R.Forst. & G.Forst.) Kuntze
- Saccus laevis (Hassk.) Kuntze

### Genètica

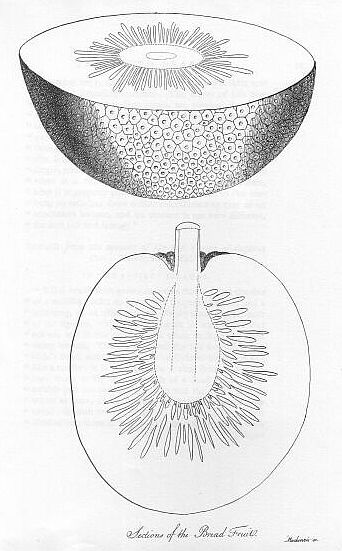
Secció del fruit del pa extret de la narració A Voyage to the South Sea de William Bligh (1792).

L'arbre del pa és genèticament divers, sobretot les varietats amb llavor de l'oest del Pacífic i els seus híbrids (amb l'Artocarpus mariannensis) a la Micronèsia. Una bona part de les varietats polinèsies triploides són genèticament idèntiques, però morfològicament diferents. Aquestes varietats polinèsies triploides tendeixen a adaptar-se malament a les condicions dels atols, mentre que els híbrids amb llavor o sense s'hi adapten millor.

### Varietats cultivars
Hom pot trobar centenars de varietats amb nom a les illes del Pacífic que són clonades per la propagació vegetativa. Algunes varietats tenen una gran distribució a Oceania, com el maopo a Samoa i a Tonga (conegut com a rare autia a les Illes de la Societat, mei aukape a les Illes Marqueses, uto lolo a Fiji, morava a les Illes Cook i sra fon a Kosrae). Les altres es troben més focalitzades a illes o arxipèlags específics. El maopo no té llavor i el fruit, mesurant 16-26 cm de llarg i 16-18 cm d'ample, és ovalat amb una polpa cremosa i blanca. Pot pesar entre 2 i 3,5 kg. El maopo pot arribar a mesurar 15 m d'alçada i la fusta té usos a la construcció d'habitatges a Samoa.
Una altra varietat comuna a la Polinèsia és el ma'afala. Recentment, ha estat introduït a Pohnpei, Kosrae i Tuvalu. És un arbre d'alçada menor (10 m) i de fulles més petites, disseccionades entre 3 i 5 parells de lòbuls. El fruit és ovalat o oblong, amb polpa blanca i mesurant 12-16 cm de llarg i 10-13 cm d'ample. Pesa entre 600 g i 1 kg. El fruit pot contenir algunes llavors o no contenir-ne cap. El puou és una altra varietat molt estesa a la Polinèsia i té unes característiques semblants a les del ma'afala.
Finalment, cal destacar el mein iwe (o mos n wa, motinwae o mejenwe), molt arrelat als Estats Federats de Micronèsia, les Illes Marshall i Kiribati. Amb fulles de 3 a 4 lòbuls, té uns fruits rodons o ovalats de polpa blanca i sense llavor, que mesuren 12-21 cm de llarg i 12-16 cm d'amplària. El fruit pot pesar entre 880 g i 2,2 kg.

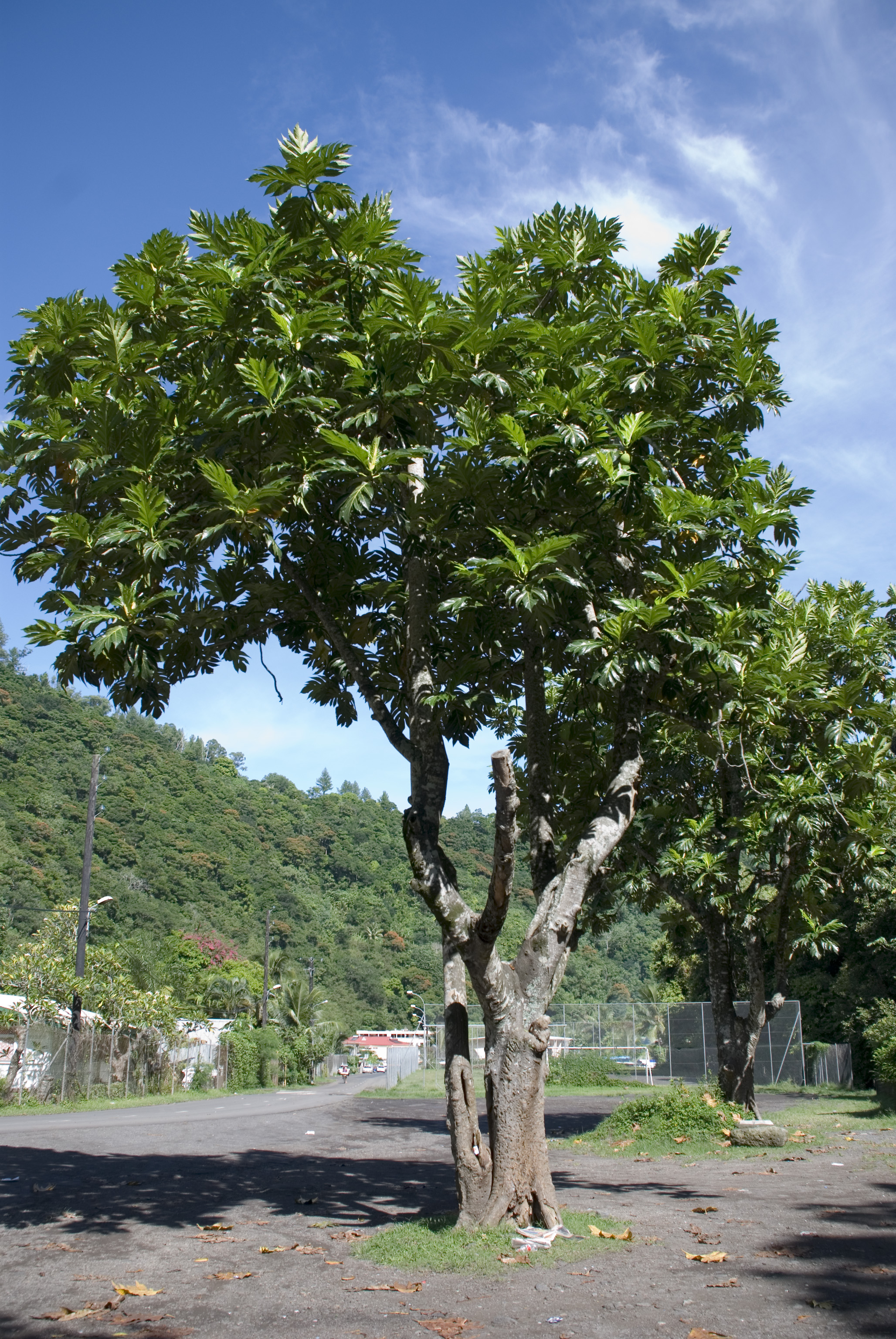
Arbre del pa a Tahití.

## Hàbitat
L'arbre del pa té una gran adaptabilitat a condicions ecològiques diverses. Creix de manera òptima a les zones equatorials i tropicals, però pot créixer a zones de climes temperats amb hiverns molt suaus. Normalment, l'arbre es podrà trobar en terres equatorials o tropicals d'elevacions situades per sota dels 600-650 m, però podria viure fins als 1.550 m sense gaire dificultats, si es tracta d'una zona de clima càlid. Quant al règim d'irrigació, requereix un reg anual de 1.500-3.000 mm d'aigua, per bé que hi ha casos en els quals algun exemplar ha pogut sobreviure amb 1.000 mm d'aigua, sobretot als atols pacífics. L'estació plujosa per l'arbre del pa ha de ser l'estiu, preferiblement, per tal com la calor combinada amb la pluja abundant i la humitat ajuden a l'òptim creixement de la planta. L'espècie pot suportar una estació seca (menys de 40 mm per mes) de tres mesos màxim. Pel que fa a les temperatures, l'interval més favorable a l'arbre del pa és el que es mou entre els 21 i 32 graus Celsius. La temperatura màxima que pot suportar en un mes càlid és de 32°-38 °C i la temperatura mínima en un mes fred és de 16°-18 °C. La temperatura mínima tolerada és els 5°-10 °C. Si es baixés al deçà dels 5 °C, l'arbre perdria totes les fulles i correria el risc de morir, encara que la seva resistència ho faria difícil; més tard, en tornar les temperatures més temperades o càlides, l'arbre recuperaria tot el fullatge. Quant al sòl, és preferible un sòl fèrtil, ben irrigat i drenat, que no acumuli l'aigua, la qual cosa podriria les arrels i mataria l'arbre. L'acidesa del sòl ha de ser lleugerament neutra a alcalina (7,4-6,1 pH). L'arbre del pa pot tolerar sòls amb una alta salinitat, com sòls coral·lins o sòls dels atols.
Finalment, pel que fa a les toleràncies, l'arbre del pa és sensible a les sequeres persistents o continuades, la qual cosa farà que li caigui prematurament la fruita. Igualment, l'arbre adult creix millor a ple sol, tot i que els arbres joves necessiten entre un 20% i 50% d'ombra. La fusta de l'arbre del pa no resisteix bé el foc i cremarà fàcilment, tot i que les arrels resistiran l'embat del foc. Quant a les gelades, hom ja ha dit que hi pot ser resistent, encara que perdi les fulles, però corre el risc de morir si la gelada és persistent. Per contra, l'arbre del pa és prou resistent als forts vents, atès que ha de resistir els tifons tropicals del Pacífic. En cas que les branques s'esqueixin i l'arbre quedi malmenat, sortiran mants brots de les arrels de la planta.

## Conreu

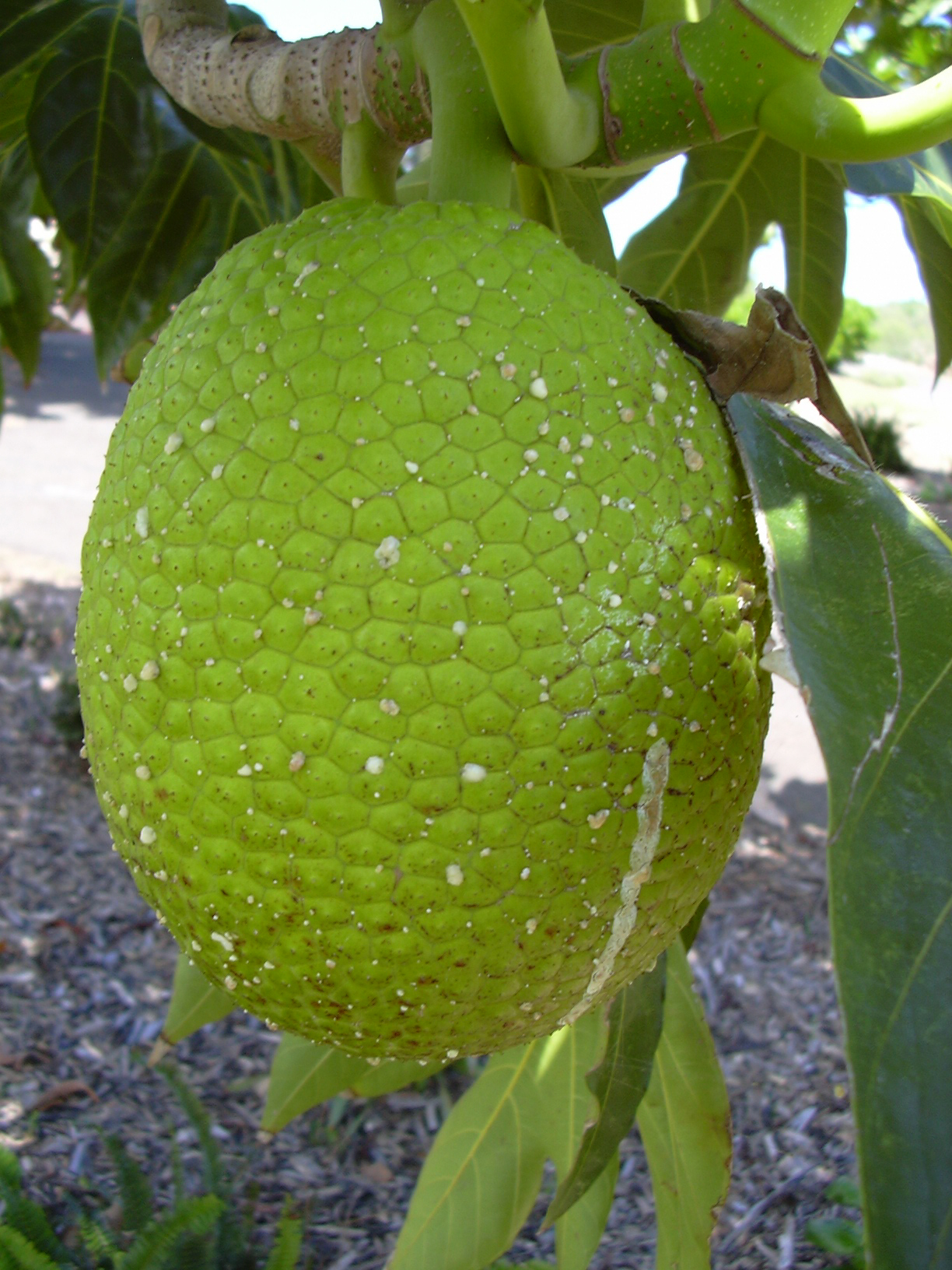
Fruit del pa madur

L'arbre del pa es conrea arreu del Pacífic i del sud-est asiàtic, a més del Carib i Amèrica central, on fou portat al segle xviii pels europeus. L'espècie creix de manera molt ràpida en condicions favorables, entre 0,5 i 1,5 m per any, depenent de la latitud on es conreï la planta. El diàmetre del tronc pot arribar a mesurar 1 m durant els primers 10-12 anys. L'arbre brota permanentment si el clima hi acompanya i sempre es troba renovant la fulla. La floració és estacional i la majoria de varietats ho fan un o dos cops l'any. La floració principal es produeix durant els mesos plujosos i calorosos de l'estiu i l'arbre farà els fruits 3 o 4 mesos després de la floració. Els fruits tarden de 15 a 19 setmanes a albirar la maduresa per al consum humà –més enllà foren massa madurs per al consum. Les petites branques que han fet el fruit poden morir, però sempre són substituïdes per unes de noves que desenvolupen constantment la vida de l'arbre. Els arbres que s'han reproduït de la llavor –llavor fresca, fèrtil– poden tardar entre 6 i 10 anys a fer la primera floració i a produir fruits, mentre que els exemplars que s'han reproduït per acció vegetativa (empelts, esqueixos o brots d'arrels) solen florir en tres o sis anys.
La producció de fruits del pa per exemplar és molt considerable. Un sol arbre pot produir fins a 700 fruits del pa en un any, segons la varietat, l'edat i l'hàbitat. Normalment, un arbre del pa pot fer entre 150 i 200 fruits. A continuació hom presenta la producció de fruits del pa de tres varietats de Pohnpei:
| Varietat    | Nombre de fruits | Producció mitjana |
| ----------- | ---------------- | ----------------- |
| Mein iwe    | 30-268           | 141               |
| Mein padahk | 26-557           | 219               |
| Mei uhwp    | 10-615           | 218               |

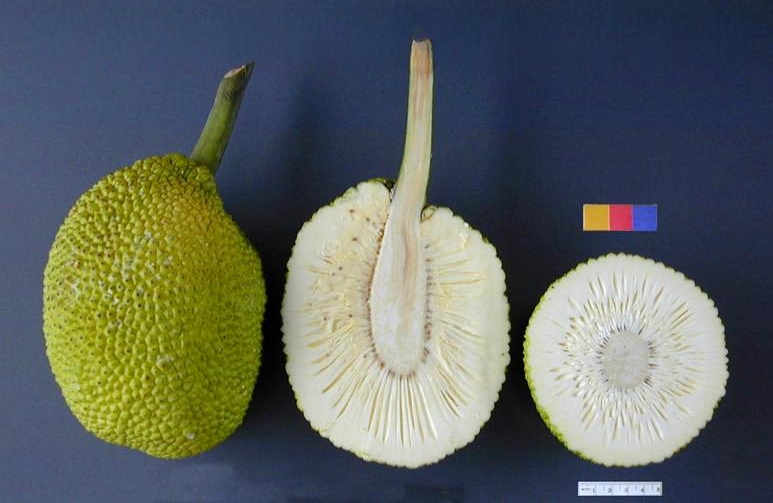
Fruit del pa i les seves seccions

Pel que fa a les arrels de l'arbre del pa, normalment són força properes a la superfície del sòl i es desenvolupen de manera extensiva pel terreny. Això no impedeix que l'arbre del pa reaccioni favorablement al veïnatge amb altres plantes. Plantar altres arbres alternats amb l'arbre del pa és beneficiós, i aquesta competència pot afavorir-ne el creixement, sobretot si són espècies que completen el bosc de cobricel en estrats inferiors. Amb tot, Merremia peltata, una planta enfiladissa pot asfixiar i matar l'arbre del pa si s'hi adhereix. Un altre perill per l'espècie són les malalties, per bé que l'arbre del pa és relativament lliure de malures. Alguns problemes locals poden ser el Phellinus noxius que ataca les arrels, o el Phytophthora, el Colletotrichum i el Rhizopus, que ataquen els fruits. Les mosques de la fruita poden portar les malalties i infestar els fruits a l'arbre o a terra. Igualment, pot ser perjudicial per a l'arbre que no se li tallin les branques o fulles mortes, atès que perjudiquen el creixement de l'arbre i el poden afeblir en excés. Un bon adob periòdic ajudarà a enfortir l'arbre. També, tal com hom ha dit, cal mantenir lliure de sequeres els arbres del pa, que li són ben perjudicials.

## Propagació
L'arbre del pa presenta prou facilitats per la propagació, tot usant diverses tècniques, ja siguin naturals, ja siguin d'origen antròpic. És possible de propagar l'arbre del pa a partir d'esqueixos d'arrels, esqueixos de branques, brots d'arrels o llavors. En el cas de les varietats sense llavor, cal usar una de les tècniques anteriors. Amb tot, la reproducció de la planta per llavor és poc habitual i es desaconsella, per tal com no desenvolupen un espècimen idèntic a l'original. Doncs, la propagació vegetativa roman com la més usada i recomanada.
L'emprament dels brots d'arrels és la pràctica tradicional al Pacífic per reproduir l'arbre del pa. Algunes varietats, com el puou, produeixen un gran nombre de brots d'arrels que en faciliten la difusió. Cal escollir els brots més sans, mesurant entre 20 i 25 cm d'alçada i que tinguin ja fulles lobulades. Cal tallar uns 10-15 cm de l'arrel mare per trasplantar el brot. Quant als talls d'arrels, solen utilitzar-se quan la varietat no produeix brots d'arrels. Com que les arrels de l'artocarpus altilis es distribuïxen prop de la superfície és fàcil de trobar-ne. Cal usar arrels que no siguin seques i que tinguin entre 1,5 i 6 cm de diàmetre i entre 15 i 25 cm de llargada. Es recomana de tractar amb un fungicida.

## Usos

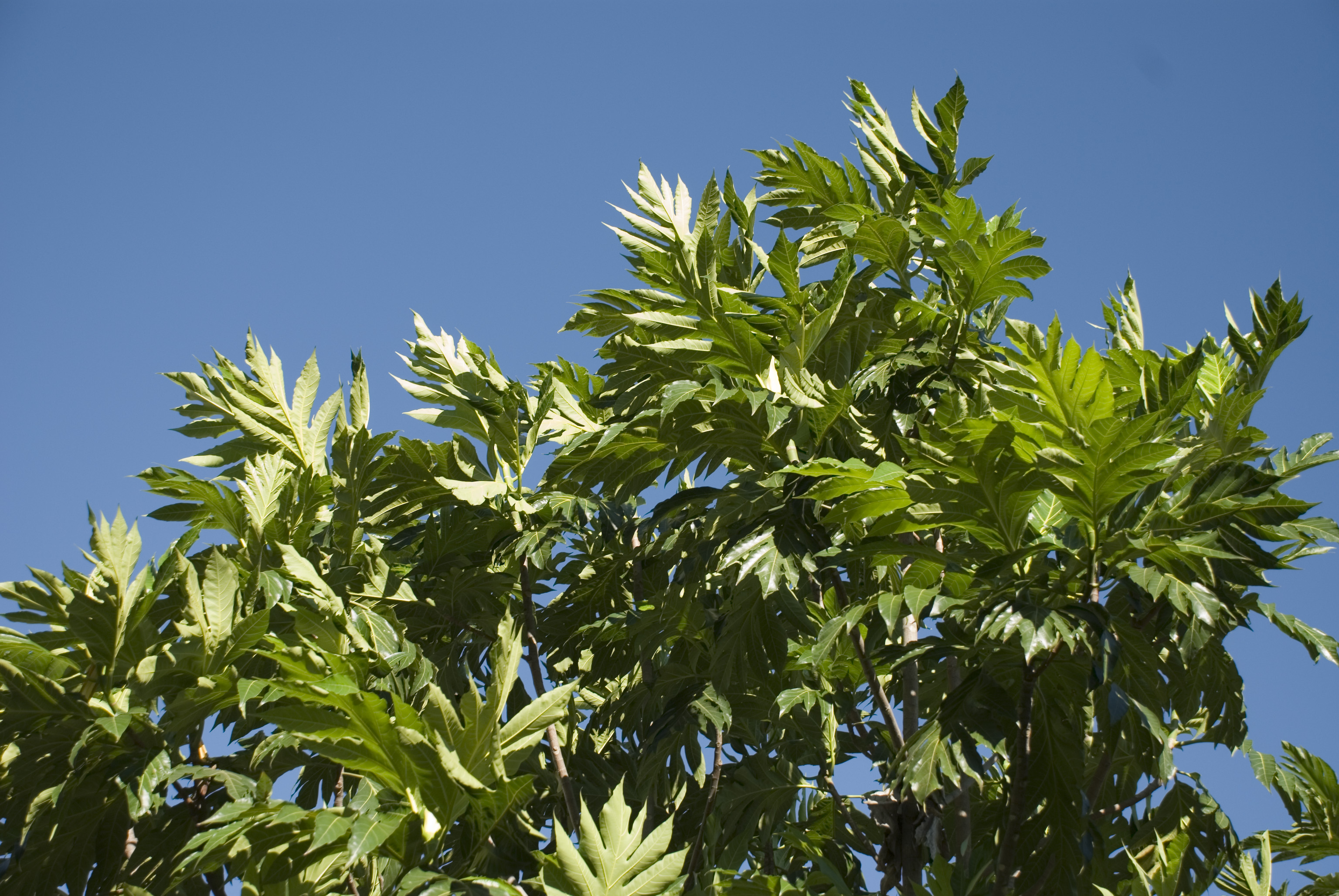
Fullatge de l'arbre del pa

L'arbre del pa es troba estretament lligat al desenvolupament de la cultura oceànica, especialment la polinèsia, melanèsia i micronèsia. Aquí davall es detallen alguns usos tradicionals i actuals de l'espècie:
Adob
La putrefacció de les fulles mortes al sòl nodrirà les plantes que creixen sota la capçada.
Estabilització del sòl
Sovint s'empra per a estabilitzar carenes i peudemonts de les illes altes de la Micronèsia.
Interplantatge
Es poden plantar intercaladament arbres del pa amb nyams, bananers, gingebres, kava, etc.
Jardins
Amb la proliferació de la jardineria tropical, l'arbre del pa s'ha convertit en una espècie emprada freqüentment, sobretot per la seva fulla sempre verda i l'ombra que fa.
Menjadora i refugi per animals
Amb la gran quantitat de fruits que produeix l'arbre del pa, aquest és una excel·lent font de nutrició pels animals salvatges i els ocells dels boscs. A més, les fulles també són comestibles. D'altra banda, serveix de niu per moltes espècies d'ocells del Pacífic.
Hoste d'altres plantes

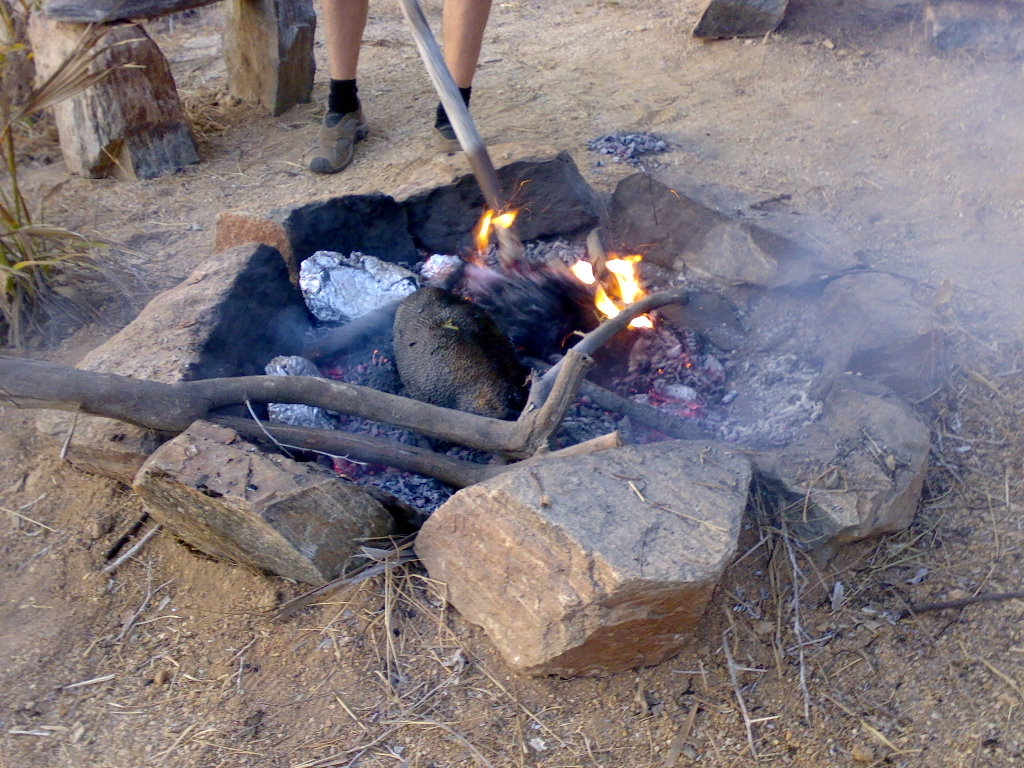
Cocció del fruit de l'arbre del pa

L'arbre del pa pot ésser usat per plantes enfiladisses com el nyam (Dioscorea sp.) com estructura.
Ornament
La bona aparença de l'arbre del pa en fa una planta molt atractiva, amb fulles grosses sempre verdes.
Fruit del pa
Els fruits del pa produïts abundantment per l'arbre són molt nutritius. Són rics en carbohidrats i són una bona font de vitamines i minerals. La taula següent mostra el valor nutricional per 100 g de fruit del pa (part comestible):
| Components         | Fruit cru | Fruit cuit/rostit | Fruit bullit | Fruit fermentat | Fruit en pasta |
| ------------------ | --------- | ----------------- | ------------ | --------------- | -------------- |
| Aigua (%)          | 63,8-74,3 | 59-70,3           | 67,5-73,6    | 67,3-71,2       | 20,8           |
| Proteïnes (g)      | 3,8       | 0,8-2,2           | 0,95-1,2     | 0,7             | 6,3            |
| Carbohidrats (g)   | 77,3      | 25,7-37,6         | 24,5-30,3    | 27,9            | 67,7           |
| Greixos (g)        | 0,71      | 0,11-0,39         | 0,24         | 1,13            | 2,2            |
| Calci (mg)         | 24        | 18-26,3           | 12,1-21,1    | 42              | 134            |
| Potassi (mg)       | 352       | —                 | —            | 20-399          | —              |
| Fòsfor (mg)        | 90        | 42,7-91,7         | 27.3-37,9    | —               | 164            |
| Ferro (mg)         | 0,96      | 0,68-1,56         | 0,27-0,49    | 0,73-1,18       | 0,83           |
| Sodi (mg)          | 7,1       | 2,4-5,3           | —            | —               | —              |
| Tiamina (mg)       | 0,07-0,12 | 0,07-0,09         | 0,08         | —               | 0,14           |
| Riboflavina (mg)   | 0,2       | 0,06-0,1          | 0,05-0,07    | —               | 0,12           |
| Niacina (mg)       | 2,4       | 1,13-1,54         | 0,62-0,74    | —               | 7,42           |
| Àcid ascòrbic (mg) | 22,7      | 1-2,6             | 2,9-3,2      | 4-20            | —              |

Actualment, l'ús del fruit del pa a la dieta polinèsia es troba en declivi davant la uniformització cultural –i dietètica també– que pateix la Polinèsia. La producció de fruit del pa, si no es consumeix al lloc nadiu, s'exporta als mercats dels Estats Units, Canadà i Europa. El major centre productor de fruit del pa és el Carib, la producció del qual es dedica gairebé íntegrament a l'exportació a la resta del món. Aquí davall s'ofereix la producció de fruit del pa al Carib entre 1985 i 1989:
| Illa                           | 1985 | 1986  | 1987  | 1988  | 1989  |
| ------------------------------ | ---- | ----- | ----- | ----- | ----- |
| Barbados                       | 25   | n.a.  | 65    | 66    | 123   |
| Dominica                       | 0    | 23    | 24    | 38    | 24    |
| Grenada                        | n.a. | 1.415 | 1.429 | 1.400 | n.a.  |
| Saint Lucia                    | 911  | 833   | 809   | 867   | 1.137 |
| Saint Vincent i les Grenadines | 94   | n.a.  | n.a.  | n.a.  | n.a.  |
| Trinitat                       | n.a. | n.a.  | n.a.  | n.a.  | 26    |

Llavors

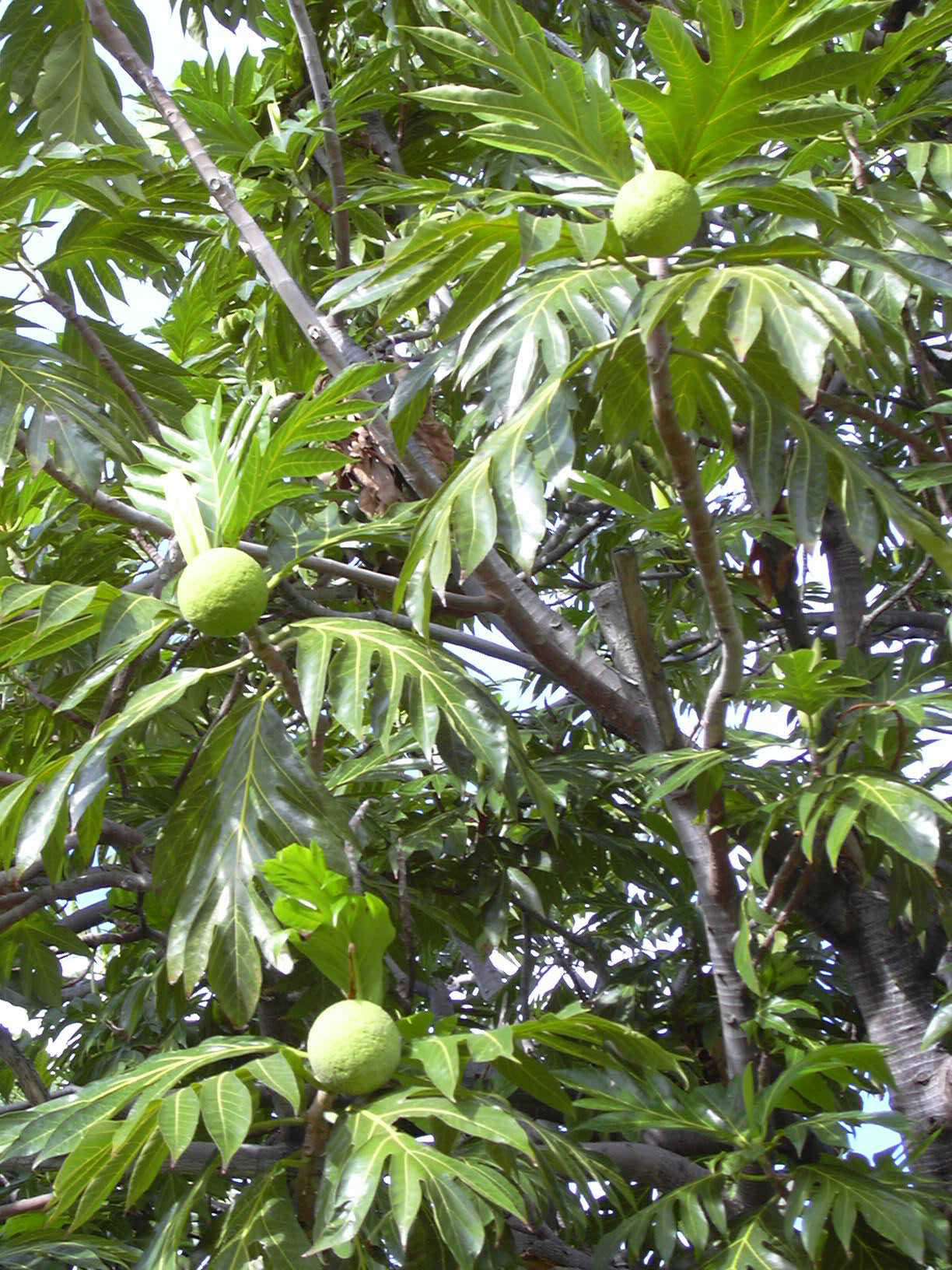
Brancam d'arbre del pa

L'ús en l'alimentació de les llavors és habitual a les illes del Pacífic, però molt poc usual a la Polinèsia.
Ús medicinal
Totes les parts de la planta són utilitzades en la medecina tradicional del Pacífic i del Carib, especialment el làtex i les fulles. El làtex s'empra contra la ciàtica, la diarrea o la disenteria; les arrels són purgatives i macerades es fan servir per usos dermatològics; finalment, la fulla s'usa per reduir la pressió sanguínia i contra l'asma.
La fusta
La fusta de l'arbre tradicionalment s'ha utilitzat per la construcció d'habitatges a la Polinèsia. Igualment, ha estat usada com a combustible, sobretot la fusta vella. Tanmateix, l'ús més important probablement ha estat el que s'ha dedicat per les canoes, principal mitjà de transport al Pacífic.
Fibres
La fibra de l'arbre del pa ha servit per teixir els tapa, cobertura de les parts baixes del cos tradicional a la Polinèsia i avui utilitzat solament a les Illes Marqueses. Semblantment, la fibra s'usa per a confeccionar cordes i xarxes de pesca.
Les fulles
La llarga i ample fulla de l'arbre s'ha usat sempre al Pacífic com a contenidor d'aliment ingerit pels éssers humans, això és, plats. Igualment, serveix per a la cocció dels aliments als forns de terra polinesis.
Làtex
L'aplicació tradicional del làtex ha estat d'adhesiu natural per a unir parts de les canoes i les xarxes i també per a caçar ocells. També s'usava com goma de mastegar o xiclet.
Les flors
Amb la gran quantitat de mosquits que es poden trobar a les illes del Pacífic amb doloroses i perilloses picades –els mosquits són els transmissors de les principals malalties al Pacífic– les flors mascles de l'arbre del pa cremades servien per a repel·lir els mosquits d'un indret.

## Curiositats

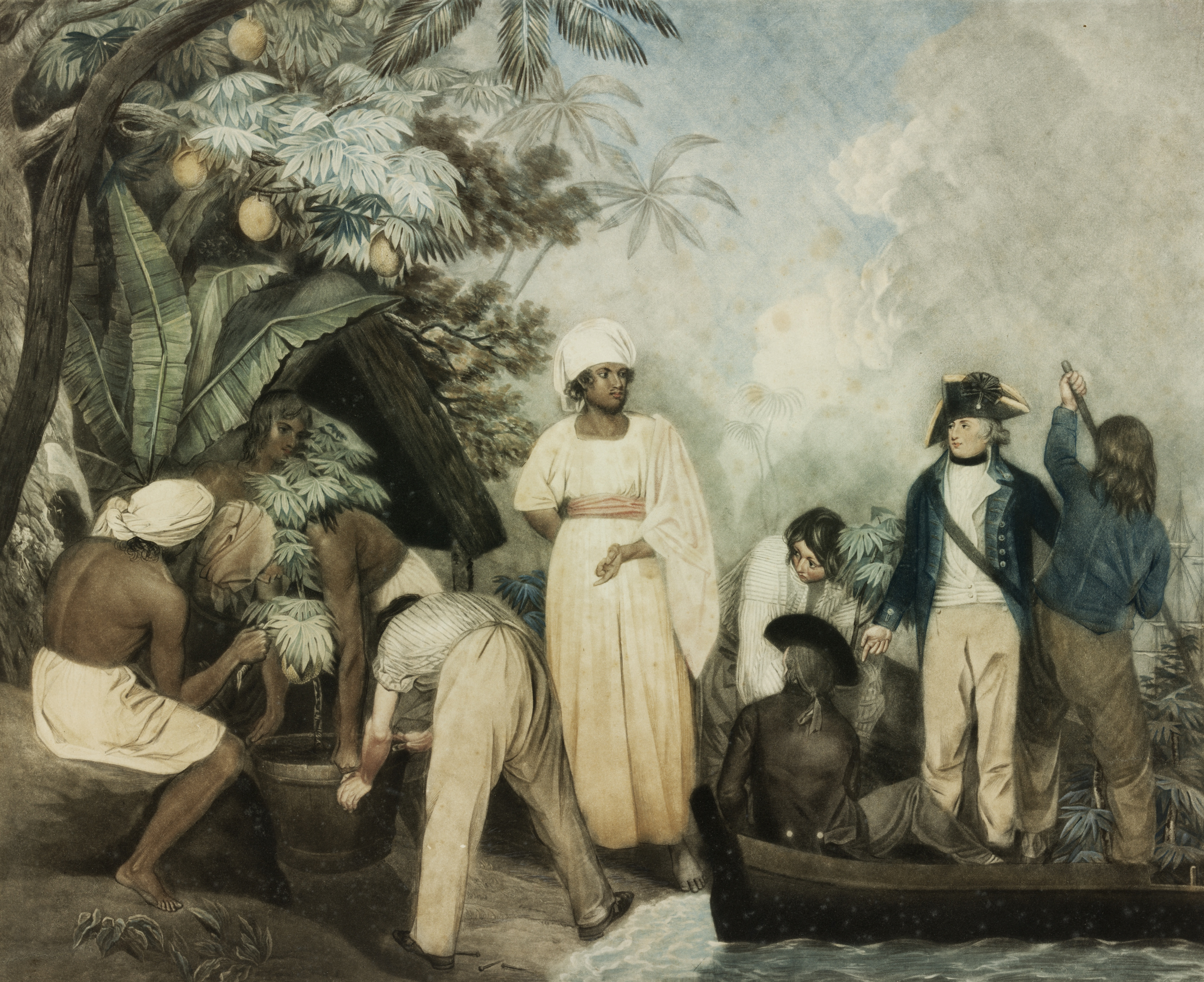
Quadre sobre el trasplantament d'arbres del pa de Tahití

El ric contingut en glúcids del fruit del pa va empènyer personatges britànics com Joseph Banks a estendre el cultiu de l'arbre del pa pel Carib i disposar d'un aliment molt nutritiu i de fàcil conreu pels esclaus americans de les Antilles. Per aquest propòsit, el 1787 la Marina Reial de Gran Bretanya flotà el HMAV Bounty, encarregat d'anar a Tahití i obtenir espècimens d'arbre del pa i transportar-los a l'illa de Jamaica per iniciar la seva reproducció. El comandament del navili recaigué sobre William Bligh, que pel seu caràcter dur i les seves decisions arbitràries i severes enrarí les relacions a bord. En arribar a Tahití el 26 d'octubre de 1788 carregaren 1.015 exemplars d'arbre del pa. Quan esclatà el motí del Bounty a la tornada cap a Gran Bretanya, els amotinats llençaren per la borda tots els exemplars d'arbre del pa, en signe de rebel·lió contra Bligh, més lliurat a la cura de les plantes que dels seus homes. Actualment, una bona part dels habitants de l'Illa Pitcairn són descendents dels amotinats del Bounty.

## Noms comuns
L'arbre del pa rep els noms següents en les diferents llengües polinèsies:
| - Tongalès: Mei. - Samoà: ʻUlu. - Tahitià: 'Uru. | - Maori de les Illes Cook: Kuru. - Maori: Kuru. - Hawaià: ʻUlu. |